# Vivants (album)
Pour les articles homonymes, voir Vivant.
Albums de FFF
FFF Vierge
Vivants est le quatrième album du groupe FFF, le premier en live.

## Historique
L'album est enregistré lors de leur passage aux Eurockéennes de Belfort en 1997, ce qui a pour avantage de présenter l'intégralité du show sur le CD, les participations dans les festivals étant plus courtes que les concerts habituels du groupe.
Ce disque témoigne de la formidable énergie déployée par FFF lors de leur prestations scénique. Ils obtiennent d'ailleurs une Victoire de la musique cette même année pour leur concert à l'Olympia. Hervé a remplacé Félix aux claviers, celui-ci ayant quitté le groupe pour rejoindre Les Rita Mitsouko.
Le titre vient de la question posée par le chanteur au public au tout début du spectacle « Est-ce que vous êtes vivants ? ». On peut aussi y voir la traduction de l'anglais alive, en référence à l'album live.
La set list est une sorte de compilation des trois premiers albums du groupe, faisant tout de même la part belle au dernier.

## Réception
L'album est inclus dans l'ouvrage Philippe Manœuvre présente : Rock français, de Johnny à BB Brunes, 123 albums essentiels.

## Titres
1. Silver Groover
2. Leave Me Alone
3. AC2N
4. Morphée
5. Barbès
6. Mauvais garçon
7. Act Up
8. Le pire et le meilleur
9. Niggalize it

## Musiciens
- Marco Prince : « voix, trombone, slams »
- Nicolas "Niktus" Baby : basse
- Yarol Poupaud : guitare
- Krichou Monthieux : batterie
- Hervé Bouffartigues : claviers